# Centreville (Maryland)
Centreville – miasto w Stanach Zjednoczonych, w stanie Maryland, siedziba administracyjna hrabstwa Queen Anne’s.